# Liste der Obersten Richter Indiens

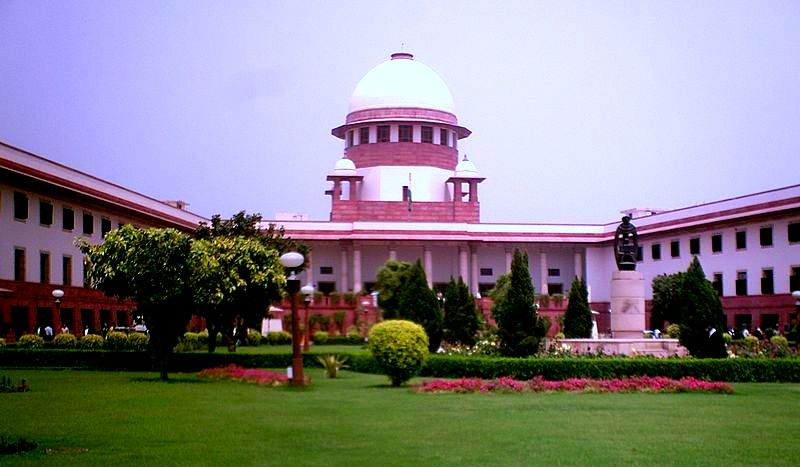
Das Oberste Gericht Indiens

Die Liste der Obersten Richter Indiens führt die ehemaligen Obersten Richter Indiens seit der Gründung des Obersten Gerichts im Jahre 1950 auf. Die Liste erwähnt auch die Richter des vorherigen obersten Gerichtes, des Federal Court of India.
Oberster Richter ist seit dem 14. Mai 2025 Bhushan Ramkrishna Gavai.

## Oberste Richter des Federal Court

### Federal Court of India (1937–50)
Der Federal Court Indiens begann seine Arbeit am 1. Oktober 1937. Er saß in der Chamber of Princes im Parlamentsgebäude Indiens. Er bestand bis zur Errichtung des Obersten Gerichts Indiens im Januar 1950.
| Nummer           | Bild | Name (Lebensdaten)                    | Amtszeit        | Amtszeit        | Bar               | Ernannt durch den Vizekönig Indiens |
| ---------------- | ---- | ------------------------------------- | --------------- | --------------- | ----------------- | ----------------------------------- |
| 1                |      | Sir Maurice Linford Gwyer (1878–1952) | 1. Oktober 1937 | 25. April 1943  | Inner Temple      | The Marquess of Linlithgow          |
| geschäftsführend |      | Sir Srinivas Varadachariar            | 25. April 1943  | 7. Juni 1943    | Madras High Court | The Marquess of Linlithgow          |
| 2                |      | Sir William Patrick Spens (1885–1973) | 7. Juni 1943    | 14. August 1947 | Inner Temple      | The Marquess of Linlithgow          |
| 3                |      | Hiralal Jekisundas Kania (1890–1951)  | 14. August 1947 | 26. Januar 1950 | Bombay High Court | The Viscount Mountbatten of Burma   |

## Liste der Obersten Richter Indiens

### Oberstes Gericht (1950–heute)
Seit der Gründung der Republik Indien 1950 waren 47 Personen Oberster Richter. Der erste war Harital Jekisundas Kania und der aktuelle ist N.V. Ramana.
| Nummer | Bild | Name (Lebensdaten)                             | Amtszeit           | Amtszeit           | Besonderheiten    | Bar                             | Ernannt durch den Präsidenten Indiens |
| ------ | ---- | ---------------------------------------------- | ------------------ | ------------------ | ----------------- | ------------------------------- | ------------------------------------- |
| 1      |      | Harilal Jekisundas Kania (1890–1951)           | 26. Januar 1950    | 6. November 1951   | im Amt verstorben | Bombay High Court               | Rajendra Prasad                       |
| 2      |      | Mandakolathur Patanjali Sastri (1889–1963)     | 7. November 1951   | 3. Januar 1954     |                   | Madras High Court               | Rajendra Prasad                       |
| 3      |      | Mehr Chand Mahajan (1889–1967)                 | 4. Januar 1954     | 22. Dezember 1954  |                   | Lahore High Court               | Rajendra Prasad                       |
| 4      |      | Bijan Kumar Mukherjea (1891–1956)              | 23. Dezember 1954  | 31. Januar 1956    | zurückgetreten    | Calcutta High Court             | Rajendra Prasad                       |
| 5      |      | Sudhi Ranjan Das (1894–1977)                   | 1. Februar 1956    | 30. September 1959 |                   | Calcutta High Court             | Rajendra Prasad                       |
| 6      |      | Bhuvaneshwar Prasad Sinha (1899–1986)          | 1. Oktober 1959    | 31. Januar 1964    |                   | Patna High Court                | Rajendra Prasad                       |
| 7      |      | Pralhad Balacharya Gajendragadkar (1901–1981)  | 1. Februar 1964    | 15. März 1966      |                   | Bombay High Court               | Sarvepalli Radhakrishnan              |
| 8      |      | Amal Kumar Sarkar (1901–2001)                  | 16. März 1966      | 29. Juni 1966      |                   | Calcutta High Court             | Sarvepalli Radhakrishnan              |
| 9      |      | Koka Subba Rao (1902–1976)                     | 30. Juni 1966      | 11. April 1967     | zurückgetreten    | Madras High Court               | Sarvepalli Radhakrishnan              |
| 10     |      | Kailas Nath Wanchoo (1903–1988)                | 12. April 1967     | 24. Februar 1968   |                   | Allahabad High Court            | Sarvepalli Radhakrishnan              |
| 11     |      | Mohammad Hidayatullah (1905–1992)              | 25. Februar 1968   | 16. Dezember 1970  |                   | Bombay High Court               | Zakir Hussain                         |
| 12     |      | Jayantilal Chhotalal Shah (1906–1991)          | 17. Dezember 1970  | 21. Januar 1971    |                   | Bombay High Court               | V. V. Giri                            |
| 13     |      | Sarv Mittra Sikri (1908–1992)                  | 22. Januar 1971    | 25. April 1973     |                   | Lahore High Court               | V. V. Giri                            |
| 14     |      | Ajit Nath Ray (1912–2009)                      | 26. April 1973     | 27. Januar 1977    |                   | Calcutta High Court             | V. V. Giri                            |
| 15     |      | Mirza Hameedullah Beg (1913–1988)              | 29. Januar 1977    | 21. Februar 1978   |                   | Allahabad High Court            | Fakhruddin Ali Ahmed                  |
| 16     |      | Yeshwant Vishnu Chandrachud (1920–2008)        | 22. Februar 1978   | 11. Juli 1985      |                   | Bombay High Court               | Neelam Sanjiva Reddy                  |
| 17     |      | Prafullachandra Natwarlal Bhagwati (1921–2017) | 12. Juli 1985      | 20. Dezember 1986  |                   | High Court of Gujarat           | Zail Singh                            |
| 18     |      | Raghunandan Swarup Pathak (1924–2007)          | 21. Dezember 1986  | 18. Juni 1989      | zurückgetreten    | Allahabad High Court            | Zail Singh                            |
| 19     |      | E. S. Venkataramiah (1924–1997)                | 19. Juni 1989      | 17. Dezember 1989  |                   | Karnataka High Court            | Ramaswamy Venkataraman                |
| 20     |      | Sabyasachi Mukharji (1927–1990)                | 18. Dezember 1989  | 25. September 1990 | im Amt verstorben | Calcutta High Court             | Ramaswamy Venkataraman                |
| 21     |      | Ranganath Misra (1926–2012)                    | 26. September 1990 | 24. November 1991  |                   | Orissa High Court               | Ramaswamy Venkataraman                |
| 22     |      | Kamal Narain Singh (1926–2022)                 | 25. November 1991  | 12. Dezember 1991  |                   | Allahabad High Court            | Ramaswamy Venkataraman                |
| 23     |      | Madhukar Hiralal Kania (1927–2016)             | 13. Dezember 1991  | 17. November 1992  |                   | Bombay High Court               | Ramaswamy Venkataraman                |
| 24     |      | Lalit Mohan Sharma (1928–2008)                 | 18. November 1992  | 11. Februar 1993   |                   | Patna High Court                | Shankar Dayal Sharma                  |
| 25     |      | M. N. Rao Venkatachaliah (1929–)               | 12. Februar 1993   | 24. Oktober 1994   |                   | Karnataka High Court            | Shankar Dayal Sharma                  |
| 26     |      | Aziz Mushabber Ahmadi (1932–2023)              | 25. Oktober 1994   | 24. März 1997      |                   | High Court of Gujarat           | Shankar Dayal Sharma                  |
| 27     |      | Jagdish Sharan Verma (1933–2013)               | 25. März 1996      | 17. Januar 1998    |                   | Madhya Pradesh High Court       | Shankar Dayal Sharma                  |
| 28     |      | Madan Mohan Punchhi (1933–2015)                | 18. Januar 1998    | 9. Oktober 1998    |                   | Punjab and Haryana High Court   | K. R. Narayanan                       |
| 29     |      | Adarsh Sein Anand (1936–2017)                  | 10. Oktober 1998   | 31. Oktober 2001   |                   | High Court of Jammu and Kashmir | K. R. Narayanan                       |
| 30     |      | Sam Piroj Bharucha (1937–)                     | 1. November 2001   | 5. Mai 2002        |                   | Bombay High Court               | K. R. Narayanan                       |
| 31     |      | Bhupinder Nath Kirpal (1937–)                  | 6. Mai 2002        | 7. November 2002   |                   | Delhi High Court                | K. R. Narayanan                       |
| 32     |      | Gopal Ballav Pattanaik (1937–)                 | 8. November 2002   | 18. Dezember 2002  |                   | Orissa High Court               | A. P. J. Abdul Kalam                  |
| 33     |      | Vishweshwar Nath Khare (1939–)                 | 19. Dezember 2002  | 1. Mai 2004        |                   | Allahabad High Court            | A. P. J. Abdul Kalam                  |
| 34     |      | S. Rajendra Babu (1939–)                       | 2. Mai 2004        | 31. Mai 2004       |                   | Karnataka High Court            | A. P. J. Abdul Kalam                  |
| 35     |      | Ramesh Chandra Lahoti (1940–2022)              | 1. Juni 2004       | 31. Oktober 2005   |                   | Madhya Pradesh High Court       | A. P. J. Abdul Kalam                  |
| 36     |      | Yogesh Kumar Sabharwal (1942–2015)             | 1. November 2005   | 13. Januar 2007    |                   | Delhi High Court                | A. P. J. Abdul Kalam                  |
| 37     |      | K. G. Balakrishnan (1945–)                     | 14. Januar 2007    | 12. Mai 2010       |                   | Kerala High Court               | A. P. J. Abdul Kalam                  |
| 38     |      | Sarosh Homi Kapadia (1947–2016)                | 12. Mai 2010       | 28. September 2012 |                   | Bombay High Court               | Pratibha Patil                        |
| 39     |      | Altamas Kabir (1948–2017)                      | 29. September 2012 | 18. Juli 2012      |                   | Calcutta High Court             | Pranab Mukherjee                      |
| 40     |      | P. Sathasivam (1949–)                          | 19. Juli 2013      | 26. April 2014     |                   | Madras High Court               | Pranab Mukherjee                      |
| 41     |      | Rajendra Mal Lodha (1949–)                     | 27. April 2014     | 27. September 2014 |                   | Rajasthan High Court            | Pranab Mukherjee                      |
| 42     |      | Handyala Lakshminarayanaswamy Dattu (1950–)    | 28. September 2014 | 2. Dezember 2015   |                   | Karnataka High Court            | Pranab Mukherjee                      |
| 43     |      | Tirath Singh Thakur (1952–)                    | 3. Dezember 2015   | 3. Januar 2017     |                   | High Court of Jammu and Kashmir | Pranab Mukherjee                      |
| 44     |      | Jagdish Singh Khehar (1952–)                   | 4. Januar 2017     | 27. August 2017    |                   | Punjab and Haryana High Court   | Pranab Mukherjee                      |
| 45     |      | Dipak Misra (1953–)                            | 28. August 2017    | 2. Oktober 2018    |                   | Orissa High Court               | Ram Nath Kovind                       |
| 46     |      | Ranjan Gogoi (1954–)                           | 3. Oktober 2018    | 17. November 2018  |                   | Guwahati High Court             | Ram Nath Kovind                       |
| 47     |      | Sharad Arvind Bobde (1956–)                    | 18. November 2018  | 23. April 2021     |                   | Bombay High Court               | Ram Nath Kovind                       |
| 48     |      | Nuthalapati Venkata Ramana (1957–)             | 24. April 2021     | 26. August 2022    |                   | High Court of Andhra Pradesh    | Ram Nath Kovind                       |
| 49     |      | Uday Umesh Lalit (1957–)                       | 27. August 2022    | 08. November 2022  |                   | Bar Council of India            | Draupadi Murmu                        |
| 50     |      | Dhananjaya Yeshwant Chandrachud (1959–)        | 09. November 2022  | 10. November 2024  |                   | Bombay High Court               | Draupadi Murmu                        |
| 51     |      | Sanjiv Khanna                                  | 11. November 2024  | 13. Mai 2025       |                   | Delhi High Court                | Draupadi Murmu                        |
| 52     |      | Bhushan Ramkrishna Gavai                       | 14. Mai 2025       | im Amt             |                   | Bombay High Court               | Draupadi Murmu                        |

## Wissenswertes

### Länge der Amtszeit
- Yeshwant Vishnu Chandrachud, der 16. Oberste Richter, ist mit sieben Jahren der Richter mit der längsten Amtszeit, von 1978 bis 1985.
- Kamal Narain Singh, der 22. Oberste Richter ist mit 17 Tagen der Richter mit der kürzesten Amtszeit. Seine Amtszeit ging vom 25. November 1991 bis zum 12. Dezember des gleichen Jahres.

### Länge des Lebens
- A. K. Sarkar war der Richter, der bisher am ältesten wurde. Er wurde 100 Jahre alt.
- Sir H. J. Kania ist der Richter, der das jüngste Lebensalter erreichte, er starb im Amt mit 61 Jahren.

### Bevölkerungsrepräsentation
- Muhammad Hidayatullah, der 11. Oberste Richter war ein Muslim, und damit der erste Richter der nicht Teil der hinduistischen Bevölkerungsmehrheit war.
- K. G. Balakrishnan, der 37. Oberste Richter, war der erste Oberste Richter aus der Ethnie der Dalit.
- J. S. Kehar, der 44. Oberste Richter war der erste Sikh in diesem Amt.
- Sarosh Homi Kapadia, der 38. Oberste Richter war der erste Parse in diesem Amt.